# 超神龍
超神龍（スーパーシェンロン）は、日本の覆面レスラー。

## 初代
2006年12月19日中国の北京市海淀体育館でCIMA&B×Bハルクと組みデビュー（対戦相手はマッスル・アウトローズの土井成樹&吉野正人&Gamma）。ファンの間などでは超神龍の正体は『666の忍では?』との憶測され、一方では新井健一郎がプロレスリング華☆激のKAZEだと暴露した。
2007年11月10日、ストーカー市川主催興行『スト市ボンバイエ2』で、カツオVS超神龍のマスカラ・コントラ・カベジェラ戦（敗者はマスク剥ぎか髪切りを行う試合形式）が行われ、カツオが勝利し、敗者である超神龍は潔くマスクをとり、その正体が忍であることが判明。その後は忍としてNEW HAZARDや戸澤塾の一員となり、参戦。一時はオープン・ザ・トライアングルゲート王座にもついた（パートナーは新井健一郎、岩佐拓）。
自称中国人で、試合後のコメントも中国語だった。

## 2代目
2008年1月11日に行われたDRAGON GATE NEXにて突如、超神龍がデビュー（対戦相手はトザワ）。
Gammaに無理矢理「オープン・ザ・ガンマゲート」の挑戦者に何度も挑戦させられ、正体も明かされていた（「中国からの刺客～」「元APEキマタの～」など）。
その後、DRAGON GATEの興行に継続して参戦して主に興行の前半戦の試合や望月提案による試練の50番勝負などが多かったが、次第に行動が過激になりマスクマンなのにシースルーマスクや、途中で脱ぎ捨てたり引退を突如発表して止められたり等、それでも各ユニットに入ろうとするものの結局は属する事ができずにいた。
マスク、コスチューム共に初代と大きく異なるものとなっている。試合中に自らマスクを脱ぐ、マスクを剥がれても素顔を隠す事なく戦う、さらにはマスク自体がシースルーになっていて素顔が見えるなど、マスクマンとして特異なポジションを築く。
その後NEXや第一試合などで独自の路線で悪態をつきながら戦っていたが、突如MAD BLANKYに加入すると同時に「極悪龍」を名乗りドン・フジイとkzyのやり取りの流れで「問題龍」に改名した。

## 3代目
2012年4月19日、神戸サンボーホール、セミファイナル・問題龍（元2代目超神龍）と富永千浩のカベジェラ&ノンブレ・コントラ・ムシカ（富永が勝てば超神龍の入場曲を獲得、負ければ坊主＆「ハゲ永千浩」に改名）にて富永が勝利。勝利と同時に「入場曲は勢いで言ってしまった」と言い、「この曲に似合う新メンバー」として富永が呼んだのが超神龍としてリングに現れ、同時に鷹木・YAMATOのユニット・暁に加入した。
コールを受けるときには見事なヌンチャク裁きを見せるのが特徴（試合中に凶器としては使わない）。初登場時、マスクは初代の銀色のマスクであったが、現在はユニットの色に合わせてマスク・コスチューム共、光沢のある赤色である。
また、正体に関する公式発表は無いが、渡辺陽介との説もあった。一目見たYAMATOが「渡辺?」と勘付いてしまい、富永が口を塞いだ。
3代目は初代同様銀色＆中国人風の喋り方である。また中国人ギミックらしく「～あるよ」が口癖である。
CIMA曰く「肉体美はリコシェ並み。プロレスラーとして良い肉体」と評価されている。
2013年8月1日、後楽園ホール大会のメイン・エベントで、超神龍が参加するユニット「暁-akatsuki-」と、敵対する「MAD BLANKEY」の「解散・コントラ・解散&敗者マスク剥ぎor髪切りマッチ 5-4 ハンディキャップ・ツーカウントフォールマッチ 時間無制限1本勝負」が行われ、鷹木信悟&サイバー・コング&超神龍&富永千浩vsB×Bハルク&YAMATO&戸澤陽&Kzy&問題龍が対戦。28分6秒、パッケージ・ジャーマン・スープレックスで戸澤が超神龍を破り、暁の解散が決定し、三代目超神龍はマスクを剥がされ、素顔をさらされた。正体は渡辺陽介であった。
その後、超神龍は、素顔で「元3代目超神龍 渡辺陽介」と改名して活動する。